# Tschawussy

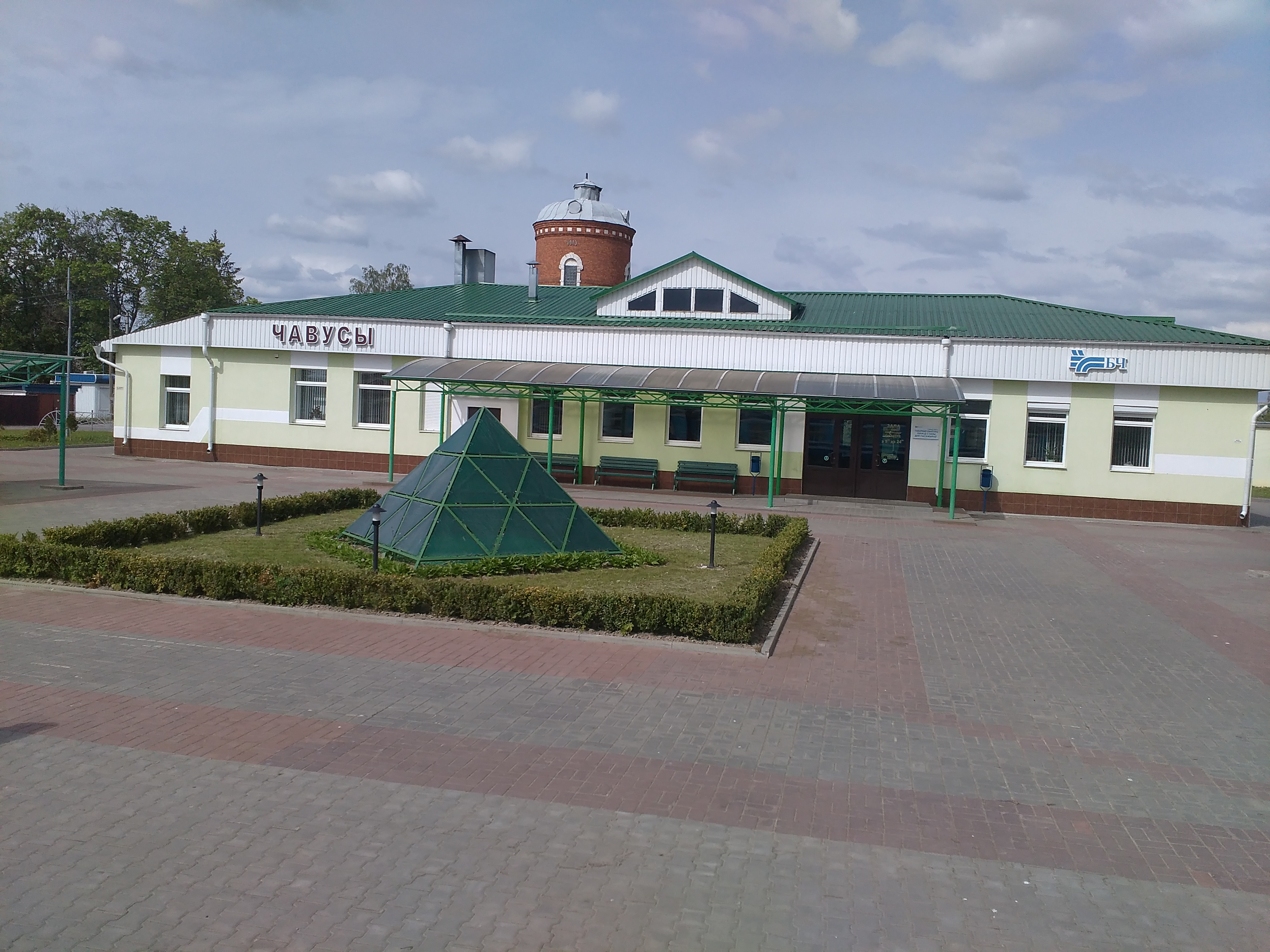
Bahnhof (2016)

Tschawussy (belarussisch Чавусы) ist eine Stadt im Osten von Belarus und administratives Zentrum der Verwaltungseinheit Rajon Tschawussy. Sie befindet sich in der Mahiljouskaja Woblasz.

## Geographie
Die Stadt liegt am Fluss Bassja, der über Pronja und Sosch zum Dnepr entwässert, die Entfernung nach Mahiljou beträgt 41 km. Der Bahnhof an der Eisenbahnstrecke Mahiljou-Krytschau liegt ca. 5 km außerhalb des Ortes.

## Geschichte
Der Ort wurde vermutlich um die Mitte des 16. Jahrhunderts gegründet, die erste Erwähnung unter dem Namen Tschawussawitschy fällt in das Jahr 1581. Bereits 1604 erfolgte die Verleihung des Stadtrechts. Bis zur ersten Teilung Polens 1772 gehörte das Gebiet um Tschawussy zu Polen-Litauen, anschließend zum Russischen Reich bzw. zur Sowjetunion und seit deren Zerfall zu Belarus.
Seit 1770 gab es in der Stadt jährlich einen regional bedeutenden Jahrmarkt, ab 1840 zwei. 1789, als Katharina die Große den Ort besuchte, hatte er 1057 Einwohner, darunter 355 Juden, in diesem Jahr wird auch erstmals die Existenz einer Schule erwähnt. 1897 lebten etwa 6000 Einwohner in der Stadt, davon waren etwa 45 % Juden, womit sie ein typisches Schtetl im Ansiedlungsrayon war. Vor der Oktoberrevolution war Tschawussy Zentrum des gleichnamigen Landkreises (russisch уезд - ujesd), seit 1924 ist sie Rajonzentrum. Bis zum Beginn des Zweiten Weltkrieges hatte sich die jüdische Bevölkerung in der Stadt und ihrer Umgebung auf etwa 2000 Personen reduziert, die Gesamtzahl der Einwohner betrug 1939 7200. Einem Teil der jüdischen Bevölkerung gelang es, die Gegend vor dem Einmarsch der Wehrmacht im Juli 1941 zu verlassen, die Verbliebenen wurden im August 1941 registriert und zu Zwangsarbeit herangezogen, bevor in mehreren Aktionen der Einsatzgruppe B im August und September 1941 rund 675 Menschen in Tschawussy und dem Nachbardorf Dranucha erschossen wurden.

## Städtepartnerschaften
Tschawussy hat bislang drei Partnerstädte:
- Brockville, seit 2001
- Desnogorsk, seit 2009[3]
- Guben, seit 2014[4]